# Hermelín (kožešina)

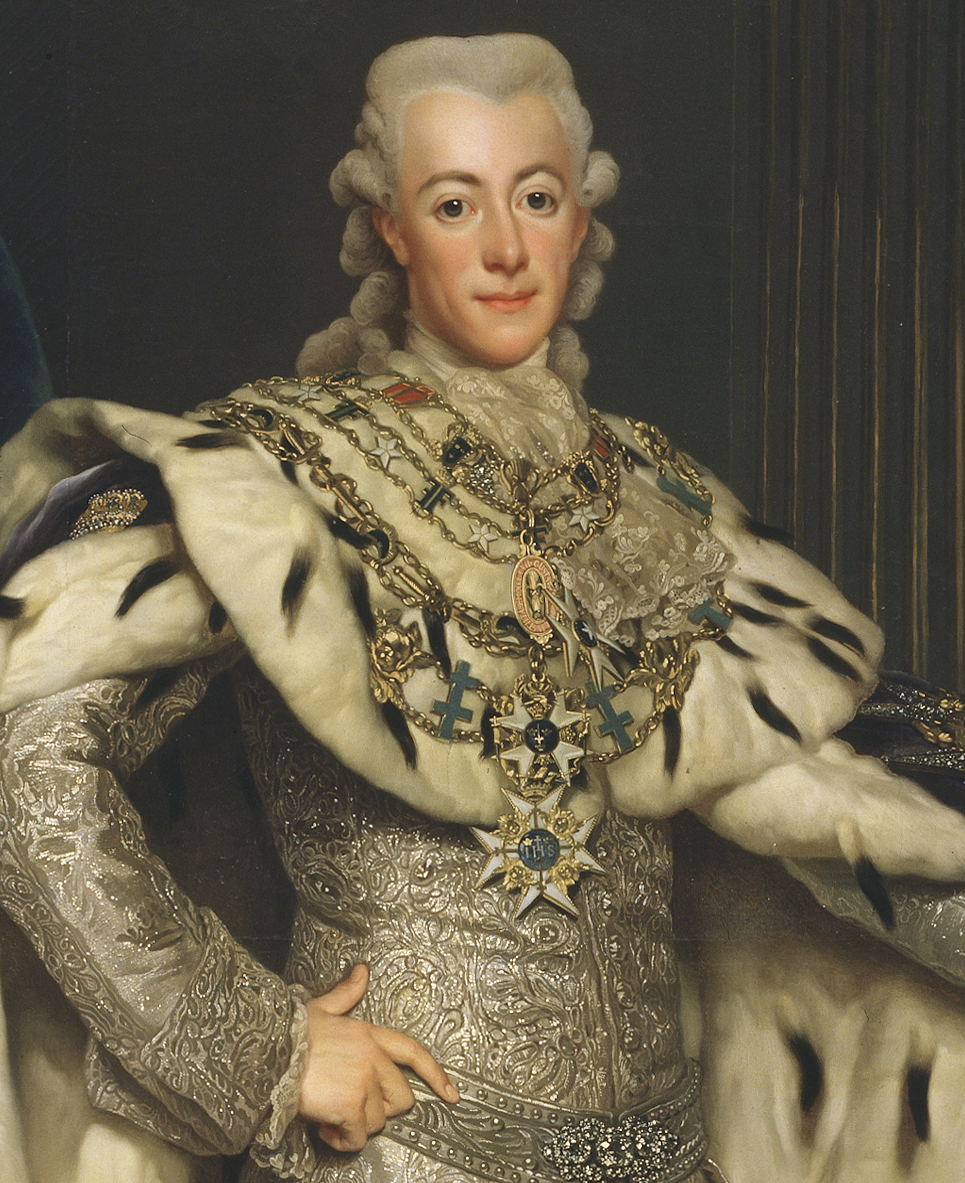
Gustav III. v šatech z hermelínu

Hermelín je nejušlechtilejší kožešina a pochází z lasice hranostaje, jejíž kožešina je v zimě bílá s černou špičkou ocásku. Kožešiny jednotlivých zvířat se sešijí tak, aby na bílém podkladu byly vidět černé špičky jejich ocásků. Přirozeného hermelínu užívá se jako podšívky plášťů erbovních, přikryvadel, beránků na čepicích atd. Vzhledem k tomu, že zimní kožešina hranostaje je velmi vzácná a značně drahá, byly oděvy ušité z hermelínu často výsadou těch nejbohatších a nejmocnějších osob – například králů a dalších vládců.

Hermelín na znaku Bretaně

Stylizovaný hermelín (bílá plocha s naznačenými černými ocásky) je jedna z tinktur, které se používají v heraldice.